# Alshark
Alshark (アルシャーク?) è un videogioco di ruolo sviluppato nel 1991 da Right Stuff.

## Modalità di gioco
Simile a Fang of Alnam, il titolo combina elementi tipici degli RPG con il gameplay dei videogiochi di fantascienza.